# Ommata amabilis
Ommata amabilis är en skalbaggsart som beskrevs av Julius Melzer 1935. Ommata amabilis ingår i släktet Ommata och familjen långhorningar.
Artens utbredningsområde är Uruguay. Inga underarter finns listade i Catalogue of Life.